# Chiesa di Portadini
La chiesa della Madonna della Resurrezione, meglio nota come chiesa di Portadini si trova ad Alatri, immediatamente all'esterno del tratto meridionale della cinta muraria, dove si apre la portella detta Portadini.
Si tratta di una cappella agricola dove si fermavano i contadini in cammino tra la città e i campi, sorta probabilmente in epoca medievale e di struttura architettonica analoga alla chiesa della Madonna della Sanità: unica navata costituita da una camera rettangolare, murature in pietra calcarea grezza, facciata piatta con porta principale, due finestre laterali e una finestra centrale.
La chiesa, di per sé abbastanza dimessa, conserva una preziosa icona rinascimentale, di autore ignoto, raffigurante una Madonna nell'atto di allattare; gli archivi storici del comune di Alatri narrano di come nel maggio 1619 un giovane scellerato, nel corso di una partita a bocce, scagliò bestemmiando un sasso contro l'immagine sacra: colpita in corrispondenza della guancia, essa si sarebbe subito gonfiata come vera carne, rimanendo da quel momento macchiata di sangue, e Dio avrebbe punito l'offesa fulminando di morte improvvisa il giovane sacrilego, del quale, solo nel secolo scorso durante dei lavori, sono state ritrovate le ossa tumulate a settantacinque passi dalla chiesetta (all'epoca una semplice edicola), proprio come veniva  tradizionalmente narrato. Ancora oggi l'immagine miracolosa viene venerata con grande devozione nel giorno della festa dedicata alla Madonna della Resurrezione.
Il 7 dicembre 2003 dopo due anni di restauro la tavola raffigurante la Madonna è stata riposizionata nella chiesetta. Il restauro ha rivelato una scritta che riferiva che nel XVIII secolo il vescovo di Alatri Cavallini concesse undici giorni di indulgenza ai visitatori del luogo sacro.